# Quilombo (esclavage)
Pour les articles homonymes, voir quilombo.

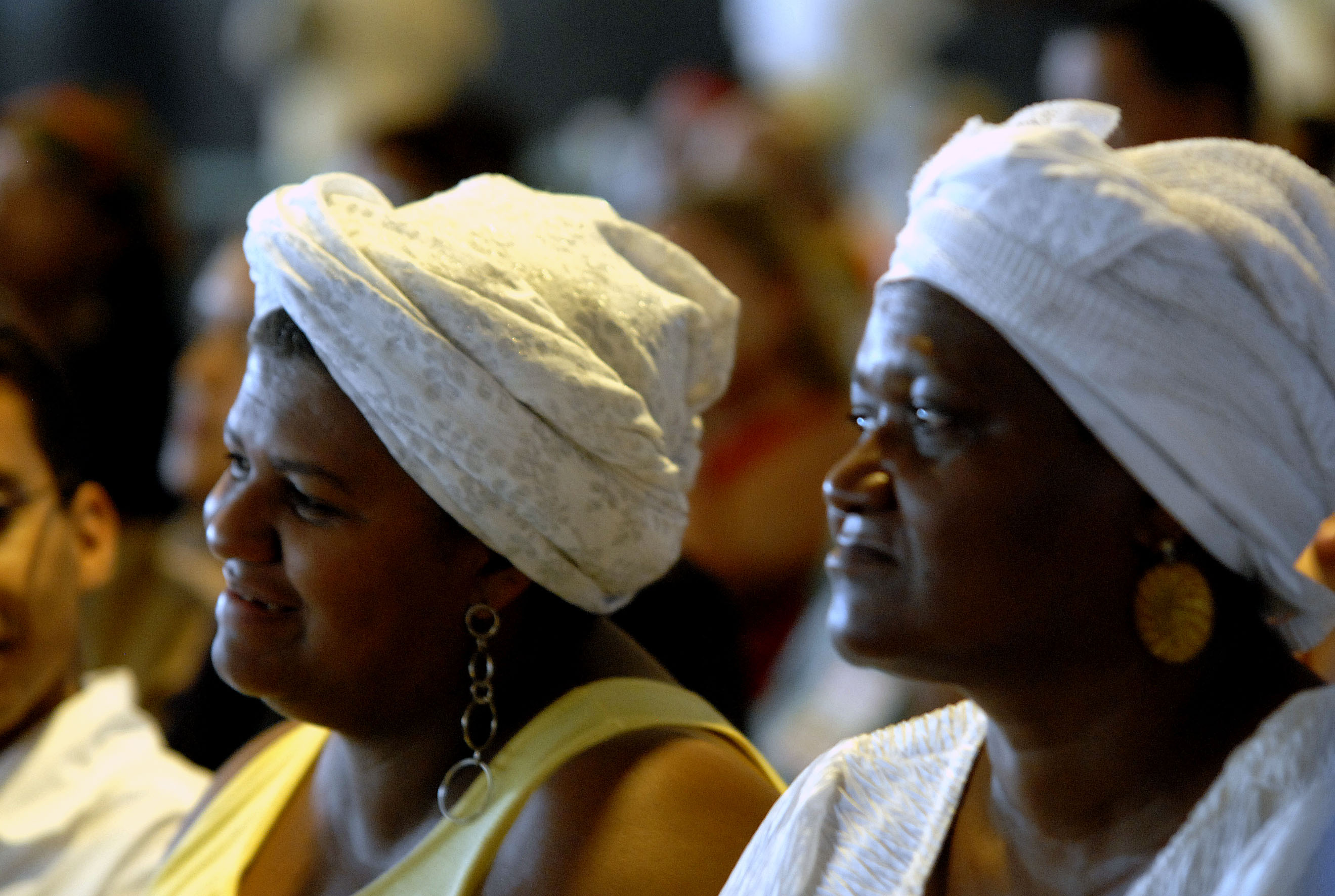

Un quilombo (du kimbundu, une des langues bantoues parlées en Angola), également appelé palenque, désigne au Brésil une communauté organisée d'esclaves marrons ou de réfugiés.

## Histoire
Au cœur du Brésil, des esclaves en fuite ont créé des sociétés cachées, les quilombos. Une des plus grandes communautés créées fut construite à l'ouest de Pernambouc. Environ 20 000 habitants s'y trouvaient organisés en villages dont le principal était Macaco avec un total de 11 000 habitants. Mais il fut détruit en 1694 après une lutte politique avec les autorités. Au total, des milliers de communautés furent érigées. Aujourd'hui elles obtiennent des droits sur leurs terres et contribuent à les protéger.
Depuis 2004 sont reconnues au Brésil 3212 communautés quilombolas. Début 2019, 230 territoires sont en attente de reconnaissance.

## Étymologie
Un quilombo (prononciation portugaise: [kilõbu]; du mot kimbundu kilombo) est une terre de l'arrière-pays brésilien et est fondé par des personnes d'origine africaine.
La plupart des habitants de quilombos (appelés quilombolas) étaient des esclaves fuyant les plantations et qui dans certains cas aideront plus tard d'autres esclaves africains en fuite, des Portugais, des autochtones brésiliens, Juifs et Arabes ou d'autres non-Brésiliens noirs, non-esclaves qui ont vécu l'oppression pendant la colonisation. 
Toutefois, la documentation sur les communautés descendantes d'esclaves fugitifs utilise généralement le terme mocambo pour décrire les colonies. « Mocambo » est un mot ambundu qui signifie « cachette ...makambo qui veut dire problèmes plutôt en kikongo ou lingala», et est généralement beaucoup plus petit qu'un quilombo(kilombo c'est juste le nom de quelqu'un... c'est comme un nom de famille voir le nom d'un clan).Quilombo n'a pas été utilisé avant les années 1670, avant de l'être dans les régions australes du Brésil.

## Organisation
Le terecô est l'une des multiples religions des quilombos mêlant croyances africaines et chrétiennes, et pratiques indigènes.